# Дејан Суботић
Дејан Суботић (рус. Деан Иванович Субботич; Беч, 7. мај 1852 — Загреб, 1920) био је руски генерал српског порекла.

## Биографија

### Младост и школовање
Рођен је у Бечу 7. маја по старом, односно 19. маја по новом календару 1852. године.  Син је Јована Суботића, истакнутог српског адвоката, песника и политичара.
Стекао је гимназијско образовање у Аустрији, а већ 1867. године ступио је у руску службу. По окончању двогодишњег школовања у Константиновској артиљеријској школи добио је чин повереника и прекомандован у гарду. Године 1870. промовисан је у прапоршика. Од 1871. до 1874. године налазио се на усавршавању у Николајевској генералштабној академији. Потом је упућен у артиљеријску бригаду Кавкаске гренадирске дивизије великог кнеза Михаила Николајевича.
Суботић је у чин поручника унапређен 13. априла 1875. године. Следеће године одлази у зараћену Србију, у штаб Тимочко-моравске војске под командом генерала Михаила Черњајева. Према руским изворима, учествовао је у више битака са Турцима, да би 5. фебруара 1877. године био унапређен у чин капетана.
У рано пролеће 1877. године, Суботић је прекомандован у Кијевски војни округ. Затим у септембру 1885. године постаје начелник штаба 15. педшадијске дивизије у Одеси, а од 6. марта 1889. до 11. јануара 1893. године поново се налази на дужности у Кавкаској гренадирској дивизији у Тифлису.

### Далеки исток
У марту 1894. године, Суботић је унапређен у чин генерал-мајора. Одмах је послат на Далеки исток. Године 1897. и 1898. налази се на дужности војног губернатора Приморске области. Унапређен је 12. августа 1900. године у чин генерал-потпуковника.
Годину дана пре Суботићевог последњег унапређења, у Кини је избио Боксерски устанак. Незадовољни страним утицајима у Кини, побуњеници су започели серију напада на странце. У Пекингу и другим градовима на најсвирепији начин страдао је велики број странаца и покрштених Кинеза. Значајан део железничке инфраструктуре, коју је Русија изградила, био је разорено или оштећено, а било је и одређених људских губитака. За разлику од осталих делова Кине, боксери су у Манџурији нападали искључиво Русе. У то време, Суботић је ангажован у Манџурији, ради одбране руског источног приморја од немира узрокованих Боксерским устанком и пацификације Манџурије. Учествовао је у „Кинеском походу” као помоћник команданта подручја Квантунг и командује Јужно-манџурским одредом. Суботић је командовао у Мукденској операцији, након чега је тај град вратио под руску контролу, а наставио је са доста успеха да предводи руске трупе.

### Последње године
Након „Кинеског похода”, Суботић је до 1902. године службовао у Туркестану, где је командовао 2. туркестанским армијским корпусом и био начелник Закаспијске области. Током 1902. и 1903. године био је генерални губернатор Приамурске области, командант Приамурског војног округа и указни атаман тамошњих козачких трупа. У исто време, 1903. године, постаје члан Војног савета Министарства војске.
Две године касније, командовао је Туркестанским војним округом, налазио се на месту генералног губернатора Туркестана. Године 1906. био је приморан да поднесе оставку у војној служби због оптужби да је присталица либерализма. Суботић је 1918. постао почасни конзул Краљевине Србије на Јалти. Преминуо је у Загребу 1920. године, убрзо након што је дошао као српски имигрант из совјетске Русије.

### Породица
Отац му је Јован Суботић, познати српски доктор филозофије, адвокат, песник и политичар. Његова мајка је Савка Полит Десанчић, која је била добротвор и једна од првих феминисткиња на територији Војводине, а ујак  политичар, новинар, књижевник Михаило Полит-Десанчић. Имао је шесторо браће и сестара: Жарка, Виду, Верицу, Војислава, Бранислава и Озрена. Жарко и Вида, умрли су као деца. Брат му је др Војислав Суботић, који је био водећи српски хирург с краја 19. - почетка 20. века, и један од оснивача Медицинског факултета у Београду.
Његова супруга Олимпија Ивановна (Бережникова) истицала се добротворним радом, помагала је становништву у ком је њен муж службовао.

## Награде и одликовања
- Орден Светог Владимира (1894)
- Орден Светог Георгија (1900)
- Орден Таковског крста (1906)